# Dendrobaena hortensis
Dendrobaena hortensis är en ringmaskart som först beskrevs av Wilhelm Michaelsen 1890.  Dendrobaena hortensis ingår i släktet Dendrobaena, och familjen daggmaskar. Arten är reproducerande i Sverige.